# Verrallina stunga
Verrallina stunga är en tvåvingeart som beskrevs av Klein 1973. Verrallina stunga ingår i släktet Verrallina och familjen stickmyggor.
Artens utbredningsområde är Kambodja. Inga underarter finns listade i Catalogue of Life.